# Daniel Brückner
Daniel Brückner (* 14. února 1981, Rostock, NDR) je německý fotbalový obránce. V současnosti hraje v německém klubu SC Paderborn 07.
Jeho otec pochází z Alžírska, díky tomu obdržel Brückner alžírský pas a zajímal se o reprezentování této země.

## Klubová kariéra
S SC Paderborn 07 slavil po sezóně 2013/14 postup do německé Bundesligy, první v historii klubu.